# جريدة فتى العرب
جريدة فتى العرب، صحيفة يومية سياسية أطلقها الأديب معروف الأرناؤوط في دمشق عام 1920، وصدر العدد الأخير منها عند قيام جمهورية الوحدة مع مصر سنة 1958.

## تاريخها
أسس معروف الأرناؤوط جريدة فتى العرب في حِقبة حُكم الملك فيصل الأول، في 18 فبراير (شُباط) 1920. كانت تصدر بأربع صفحات من الحجم المتوسط، ثم تحوَّلت إلى القطع الكبير. وفي الحرب العالمية الثانية انخفض عددُ صفحاتها بسبب أزمة الورق التي ظهرت في سورية. 
بعد وفاة معروف الأرناؤوط سنة 1948 انتقل امتيازُ الجريدة إلى عديله صلاح شيخ الأرض، وظلَّت تصدر بانتظام حتى قيام الوحدة مع مصر سنة 1958.